# 신경정보학
신경정보학은 뇌기능을 정보처리학적으로 연구하는 학문이다. 생정보학의 큰 범주에 들어가기도 한다. 뇌신경망연구, 뇌 발현 유전자, 단백질, 뉴런들의 네트워크 등을 연구한다.

## 같이 보기
- 의료정보학